# 김덕중 (축구인)
김덕중(金德中, 1940년 4월 29일~)은 대한민국의 은퇴한 축구 선수로, 포지션은 공격수였다.